# フエ (省直轄市)
フエ（フエ、ベトナム語：Thành phố Huế / 城庯化  発音）は、ベトナム中部の都市であった。
トゥアティエン＝フエ省の省都であったが、2025年1月1日に同省全域が中央直轄市の「フエ」に改編され、同時に旧フエ市域はトゥアンホア区とフースアン区に分割された。19世紀から20世紀にかけて存在していた阮朝の都に定められていた。
中心市街地の一部の歴史的建造物がユネスコの世界遺産（文化遺産）に、また宮廷芸能であるニャーニャック（雅楽）が無形文化遺産に登録されている。

## 呼称
フランス語風に「h」を発音しないユエと呼ばれることもあった。
フエの漢字名の「トゥアン・ホア（ベトナム語：Thuận Hoá / 順化）」は、14世紀に陳朝が設置した順州・化州に由来する。二つの行政区画のうち、かつてフエが属していた化州の「化」の漢字音（hoá）が転訛して、町はフエと呼ばれるようになったと考えられている。現代中国語でも順化（拼音: Shùnhuà）と呼称される。
フランス植民地時代に順化を訪れた外国人は、町を「スェウナ」「スィネア」「シネア」と呼んでいた。

## 地理

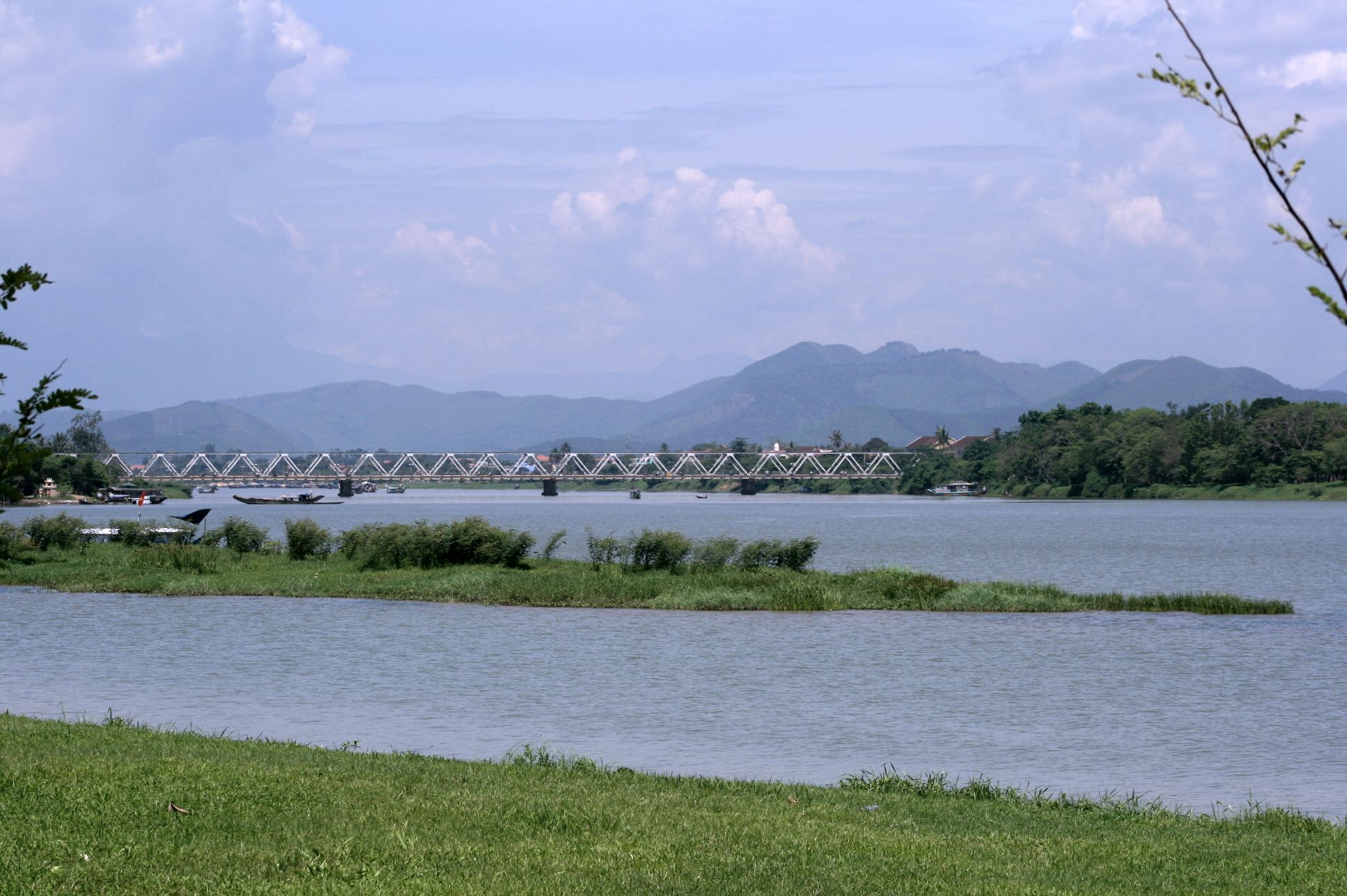
フオン川

標高15m、南シナ海に面する海岸から約16km離れた内陸部に位置する。アンナン山脈の支脈が町の背後を囲み、街は丘に囲まれた沖積地の上に建てられている。
街の中央をフオン川（ベトナム語：Hương Giang / 香江）が、北側にはボー川（ベトナム語：Bồ Giang / 蒲江）が流れる。フエはフオン川を挟んで旧市街と新市街に分かれており、チャンティエン橋（チュオンティエン橋、場銭橋）、フースアン橋（富春橋）などの橋が新市街と旧市街を結んでいる。9月から11月にかけての雨季にはしばしばフオン川が増水し、新市街の家屋の一階部分が水没する。1820年に旧市街を囲む城壁が、1904年にはチャンティエン橋が町を襲った洪水によって流された。
フエの郊外には宿泊施設を併設した温泉がいくつか存在する。
| フエの気候             | フエの気候 | フエの気候 | フエの気候 | フエの気候 | フエの気候 | フエの気候 | フエの気候 | フエの気候 | フエの気候  | フエの気候  | フエの気候 | フエの気候  | フエの気候     |
| 月                     | 1月        | 2月        | 3月        | 4月        | 5月        | 6月        | 7月        | 8月        | 9月         | 10月        | 11月       | 12月        | 年             |
| ---------------------- | ---------- | ---------- | ---------- | ---------- | ---------- | ---------- | ---------- | ---------- | ----------- | ----------- | ---------- | ----------- | -------------- |
| 最高気温記録 °C （°F） | 34 (93)    | 36 (97)    | 38 (100)   | 40 (104)   | 39 (102)   | 40 (104)   | 40 (104)   | 40 (104)   | 38 (100)    | 35 (95)     | 35 (95)    | 32 (90)     | 40 (104)       |
| 平均最高気温 °C （°F） | 23 (73)    | 24 (75)    | 27 (81)    | 30 (86)    | 33 (91)    | 34 (93)    | 34 (93)    | 34 (93)    | 31 (88)     | 28 (82)     | 26 (79)    | 23 (73)     | 28.9 (84)      |
| 日平均気温 °C （°F）   | 20 (68)    | 21 (70)    | 23 (73)    | 26 (79)    | 28 (82)    | 29 (84)    | 29 (84)    | 29 (84)    | 27 (81)     | 25 (77)     | 23 (73)    | 20 (68)     | 25 (76.9)      |
| 平均最低気温 °C （°F） | 17 (63)    | 18 (64)    | 20 (68)    | 22 (72)    | 23 (73)    | 25 (77)    | 25 (77)    | 24 (75)    | 23 (73)     | 22 (72)     | 20 (68)    | 18 (64)     | 21.4 (70.5)    |
| 最低気温記録 °C （°F） | 8 (46)     | 11 (52)    | 12 (54)    | 13 (55)    | 17 (63)    | 21 (70)    | 20 (68)    | 21 (70)    | 18 (64)     | 16 (61)     | 12 (54)    | 11 (52)     | 8 (46)         |
| 降水量 mm （inch）     | 180 (7.09) | 90 (3.54)  | 60 (2.36)  | 60 (2.36)  | 80 (3.15)  | 90 (3.54)  | 50 (1.97)  | 130 (5.12) | 500 (19.69) | 680 (26.77) | 640 (25.2) | 370 (14.57) | 2,930 (115.36) |
| % 湿度                 | 87         | 87         | 84         | 79         | 74         | 69         | 67         | 70         | 79          | 84          | 84         | 86          | 79.2           |
| 出典：Weatherbase      |            |            |            |            |            |            |            |            |             |             |            |             |                |

## 歴史

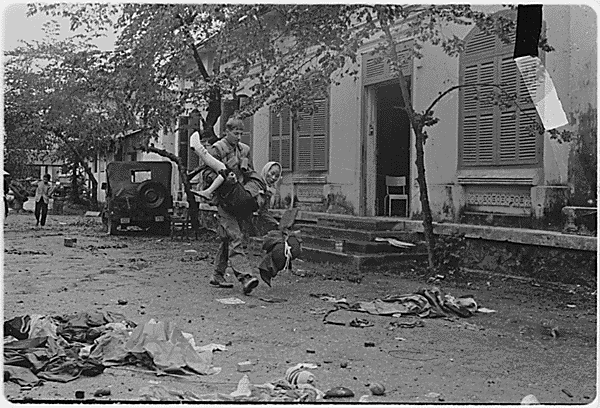
テト攻勢時のフエ

紀元前111年に前漢によって設置された日南郡の首府は、現在のフエ近郊に位置すると推定されている。
2世紀末に建国された林邑の都カンダプルプラもフエ付近に存在したと推定されている。林邑時代のフエはインドシナ半島内陸部の物品を中国に出荷する積出港として機能していた。漢文史料に現れるチャンパの地名「烏麗」「烏里」はフエに比定され、烏里には多くのチャム族が住んでいた。制氏、潘氏といった烏里のチャム貴族は土里人と呼ばれ、フエがキン族化された後も北部からの流民らを荘園に取り込むなどして、名門の地位を保ち続けた。
1307年に陳朝大越とチャンパの間に結ばれた協定によって、烏里は大越に割譲されて化州と改称された。1401年から1402年にかけて、胡朝は北部・紅河デルタ地帯の流民を化州に移住させた。1407年に胡朝を滅ぼした明が安南を支配下に置いた後、陳朝皇族の生き残りは陳朝に忠誠を誓う土里人土豪に依拠して、1413年まで明に抵抗を続けた。1558年の阮潢（グエン・ホアン）の入城までに土里人を含むフエ住民のキン族化はほぼ完了していた。
15世紀末までのフエは大越とチャンパの国境に位置する都市に過ぎなかった が、16世紀から始まる南北抗争時代にフエは広南阮氏の本拠地とされ、1636年に富春（フースアン）都城が完成する。広南阮氏の時代の富春は南シナ海貿易の中心地として繁栄していた。西山党の乱の時代、1774年に鄭氏、1786年に西山朝の阮恵（阮文恵）が富春を占領した。富春を本拠地とした阮恵は北平王を称し、広平から海雲峠に至る地域を支配した。
1801年に阮朝の創始者である嘉隆帝（ザーロン帝、在位：1802年 - 1819年）は富春を制圧し、阮朝の都に定めた。嘉隆帝はヴォーバン様式に基づいた星型の城郭を持つ皇城の建設を計画し、嘉定に置かれていた太和殿が1805年に順化に移されて順化皇城の建設が開始された。阮朝時代の順化は、中国の影響を受けたキン族文化にチャム文化を取り入れて発展していった。第4代皇帝嗣徳帝（トゥドゥク帝、在位：1847年 - 1883年）は広南阮氏の正史『大南寔録』正編を編纂させたことで知られるが、建築事業も大々的に行い、現存する市内の王宮及び郊外の帝陵は嗣徳年間に整備された。
1883年に順化はフランスによって占領され、この地で条約が締結された。第二次フエ条約（パトノートル条約）によって大南がフランスの保護国とされた後も、阮朝の皇帝は第二次世界大戦末期まで順化の宮殿に住み続けた。1945年8月24日に皇帝保大帝（バオダイ帝、在位：1925年 - 1945年）は退位を宣言して順化を去り、阮朝は滅亡した（ベトナム八月革命）。
1963年、民主化・伝統的仏教への弾圧を行うゴ・ディン・ジエム政権に抗議してティエンムー寺（ベトナム語：Chùa Thiên Mụ / 񣘠天姥）のティック・クアン・ドック、トゥーダム寺（ベトナム語：Chùa Từ Đàm / 񣘠慈曇）のティック・ティウ・ディウらの僧侶が焼身自殺を行った。1968年のテト攻勢では1月31日から2月24日にかけてフエで戦闘が展開され、街は多大な被害を被った。テト包囲戦の中で、およそ2,800人の官吏、警官、教師、学生が南ベトナム解放民族戦線の兵士によって殺害された（フエ虐殺）。

## 人口
|      | 1956年 | 1968年  | 1989年  | 1994年  | 1996年  | 2005年  |
| ---- | ------ | ------- | ------- | ------- | ------- | ------- |
| 人口 | 95,000 | 156,000 | 211,000 | 274,102 | 286,000 | 305,000 |

## 行政区画
以下の27坊から構成される。
- アンクウ坊（An Cựu / 安舊）
- アンドン坊（An Đông / 安東）
- アンホア坊（An Hoà / 安和）
- アンテイ坊（An Tây / 安西）
- フオンロン坊（Hương Long / 香龍）
- フオンソー坊（Hương Sơ / 香初）
- キムロン坊（Kim Long / 金龍）
- フービン坊（Phú Bình / 富平）
- フーカット坊（Phú Cát / 富吉）
- フーハウ坊（Phú Hậu / 富厚）
- フーヒエップ坊（Phú Hiệp / 富協）
- フーホア坊（Phú Hoà / 富和）
- フーホイ坊（Phú Hội / 富会）
- フーニュアン坊（Phú Nhuận / 富潤）
- フートゥアン坊（Phú Thuận / 富順）
- フオックヴィン坊（Phước Vĩnh / 福永）
- フオンドゥク坊（Phường Đúc / 坊德）
- テイロック坊（Tây Lộc / 西祿）
- トゥアンホア坊（Thuận Hoà / 順和）
- トゥアンロック坊（Thuận Lộc / 順祿）
- トゥアンタイン坊（Thuận Thành / 順城）
- トゥイビエウ坊（Thuỷ Biều / 水瓢）
- トゥイスアン坊（Thuỷ Xuân / 水春）
- チュオンアン坊（Trường An / 長安）
- ヴィンニン坊（Vĩnh Ninh / 永寧）
- ヴィーザ坊（Vĩ Dạ / 葦野）
- スアンフー坊（Xuân Phú / 春富）

## 経済
象牙細工、ガラス細工がフエの特産品となっている。ほか、町では精米、製材、繊維、セメント工業が行われている。
フエの台所として知られているドンバ市場はコンクリート造りの2階建てのビルで、1階では雑貨や生鮮食品、2階では衣服が販売されている。1986年の台風でドンバ市場は一度は崩壊したが、後に再建された。ドンバ市場の前のチャンフンダオ通りには、飲食店、電化製品店、雑貨屋などの商店が軒を連ねている。

## 建築物
フエの市街地と郊外には阮朝時代の皇宮、皇帝廟、仏寺および遺跡が多数残されており、その中の一部は「フエの建造物群」としてユネスコの世界遺産（文化遺産）に登録されている。

### 旧市街
かつてフオン川北岸（左岸）の旧市街（京師）に官僚と庶民が住み、南岸（右岸）の新市街にはフランス人居住区が置かれていた。旧市街北側には皇宮と下町、南側には官公庁、学校、病院が建てられている。また、ホテルは新市街に集中して建てられている。
旧市街は城壁に囲まれた碁盤の目状の方形都市であり、その南側に更に城壁と堀に囲まれた皇宮がある。フエに建てられた阮朝の建造物群には、中華風の建築様式にバロック建築とベトナムの伝統的な建築が取り入れられている点に特徴がある。観光客は船でフオン川を下りながら、川沿いに建つ名跡を見学するツアーを利用することもできる。
旧市街を囲む城壁は、フランス帰りの建築家レ・ヴァン・ホク（ベトナム語：Lê Văn Học / 黎文学）が設計したものである。城壁内部の建築は北京の皇城の形式に倣い、紫禁城を4分の3の規模に縮小した皇宮が置かれている。このため、順化皇宮は中国の皇宮の模倣と言われることもある。皇宮の東側には、国子監や六部などの官庁が置かれていた。現在、皇宮はフエ遺跡保存センターによって管理されている。
城壁は一辺2.2km、高さ6.6m、幅21mに及び、外には濠が掘られている。城壁には11の門があり、城壁の建設にあたっては各地から瓦、木材が集められ、およそ30,000人が動員された。日本の函館市にある五稜郭と同じフランス式の星型城郭である。1968年のテト攻勢で南ベトナム解放民族戦線と北ベトナム軍が旧市街に立て籠もった時にフエは戦火に巻き込まれたが、城壁は攻撃を耐え抜いた。城壁の外には鎮平台、鎮海城などのフオン川の通行を監視するための砦が築かれ、それらの砦は川の波や嵐に耐えられるよう、丸い形をとっている。内部の建物の配置には風水説が取り入れられており、皇宮や南の陵墓の造営にあたっては清から招聘した風水師の意見が容れられている。
皇宮の南側には、見張り台として使われていた旗台が存在する。台座の高さは17.4m、塔の頂上までの高さは29.59mに至る。旗台はベトナム戦争や天災の被害を受けて何度も破壊されたが、1969年に再建された。旗台の左右には9門の大砲が置かれており、右側の4門の大砲は四季を、左側の5門の大砲は五行思想を表している。大砲が実際に使用されることはなかったが、霊的な力によって皇宮を守護する役割を果たしていたと見なされている。

### 皇宮

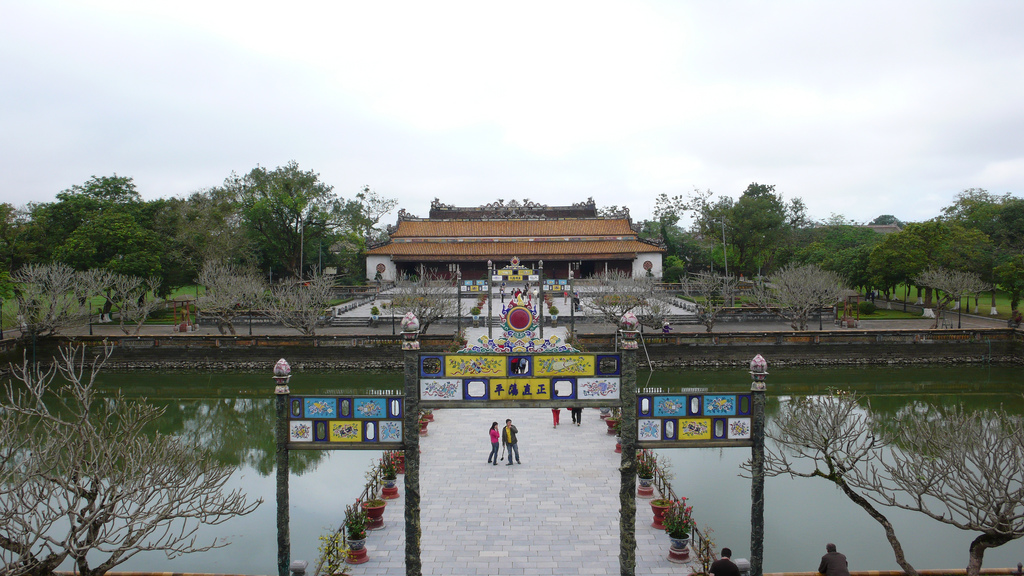
太和殿

皇宮地域は縦604m、横622m、高さ4m、厚さ1mの城壁で守られている。城壁の外には濠がめぐらされ、水量は四方の水門で調節することができる。皇宮の建造物の上部はふんだんに使われた陶磁器やガラスの破片で装飾されており、これらの装飾には悪霊の侵入を防ぐ意図もあったと考えられている。屋根瓦の固定に使われている漆喰は、建物の装飾にも使用されている。皇宮の建築物に代表される阮朝建築は、2つの建物を屋根で結合して1つの建物とし、広い空間を作り出す点に特徴がある。2つの建物の屋根の間には雨水を流すための溝（樋）が設けられているが、ベトナムの集中豪雨を樋だけで処理することは難しく、漏水、木材の腐食が問題になっている。
午門と呼ばれる皇宮の正門は、正午になると太陽が門の真上に来るように設計されている。午門には複数の入口があり、中央の入口は皇帝専用の通り道になっていた。中央の入り口は鉄の柵で閉鎖されているため、現在使用することはできない。午門が完成した1834年には門の上に木造2階建て、5つの望楼を有する五鳳楼が建てられ、建設当初の五鳳楼には金箔が貼られていたといわれている。皇宮の午門も、やはり北京の紫禁城に設けられている午門を模している。かつて午門はシロアリによる多大な被害を受けていたが、ユネスコによる修復作業や日本からの援助によって、門の崩壊に対策が施された。
午門を抜けると、左掖池と右掖池に挟まれた道が現れる。池の左側に設けられた空間では皇帝が騎乗する象と馬が飼われ、右側の空間には兵舎が建てられていた。皇宮の中央には政治の中心となっていた太和殿が建ち、太和殿の後方には塀で囲まれた禁裏（紫禁城）が置かれている。太和殿の大きさは縦30.5m、横44m、高さ11.8mに及ぶ。太和殿の屋根、柱、玉座には皇帝の象徴である龍があしらわれている。1968年に太和殿は戦渦に巻き込まれて全壊したが、1970年に再建された。太和殿の大広間の中央には、皇帝が座る金箔張りの椅子と台座が置かれている。

#### 他の皇宮内部の建築物
- 顕臨閣（世廟） - 太和殿の西に建立されている歴代皇帝と皇后を祀った廟。顕臨閣の庭には、阮朝の下で越南が統一されたことを表す9つの鼎が置かれている[46]。鼎には歴代皇帝の名前とベトナム各地の四季の風景が刻まれており[47]、最も大きい中央の鼎は嘉隆帝に奉げられたものである[46]。フエの建造物の中でも顕臨閣は比較的保存状態が良く、1947年のフランス軍再上陸で被害を受けたものの、修復が行われた[48]。
- 長生殿（延寿宮） - 1803年に嘉隆帝が母親（中国語版）のために建てた住居[36][37]。かつては中国式のランプなどが据え付けられていたが、戦災や盗難によって破損したため、建て替えられた[36][37]。
- 安定宮 - 啓定帝（カイディン帝、在位：1916年 - 1925年）の離宮として使われていた建物。保大帝の即位まで皇帝の住居として使用されていた。
- 閲是堂 - かつて皇族が雅楽を鑑賞していた劇場を復元した建物。宮廷音楽と宮廷舞踏のショーが上演されている。
- 右廡、左廡 - 宿直の高級官僚の控室。右廡は皇宮で使用されていた生活用品の展示室、左廡は記念撮影所として使用されている。

### 遺跡、阮朝歴代皇帝の陵墓

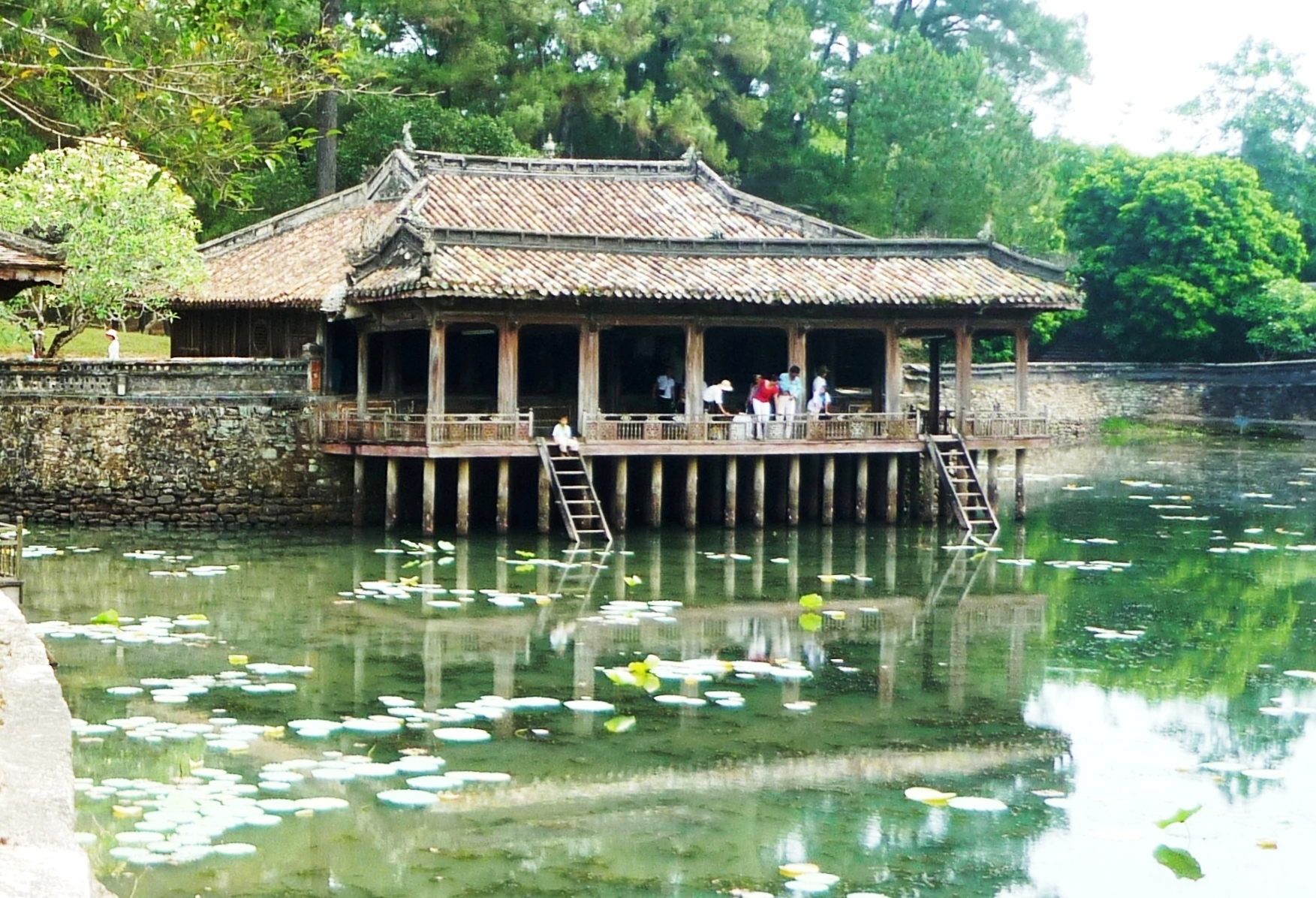
嗣徳帝廟

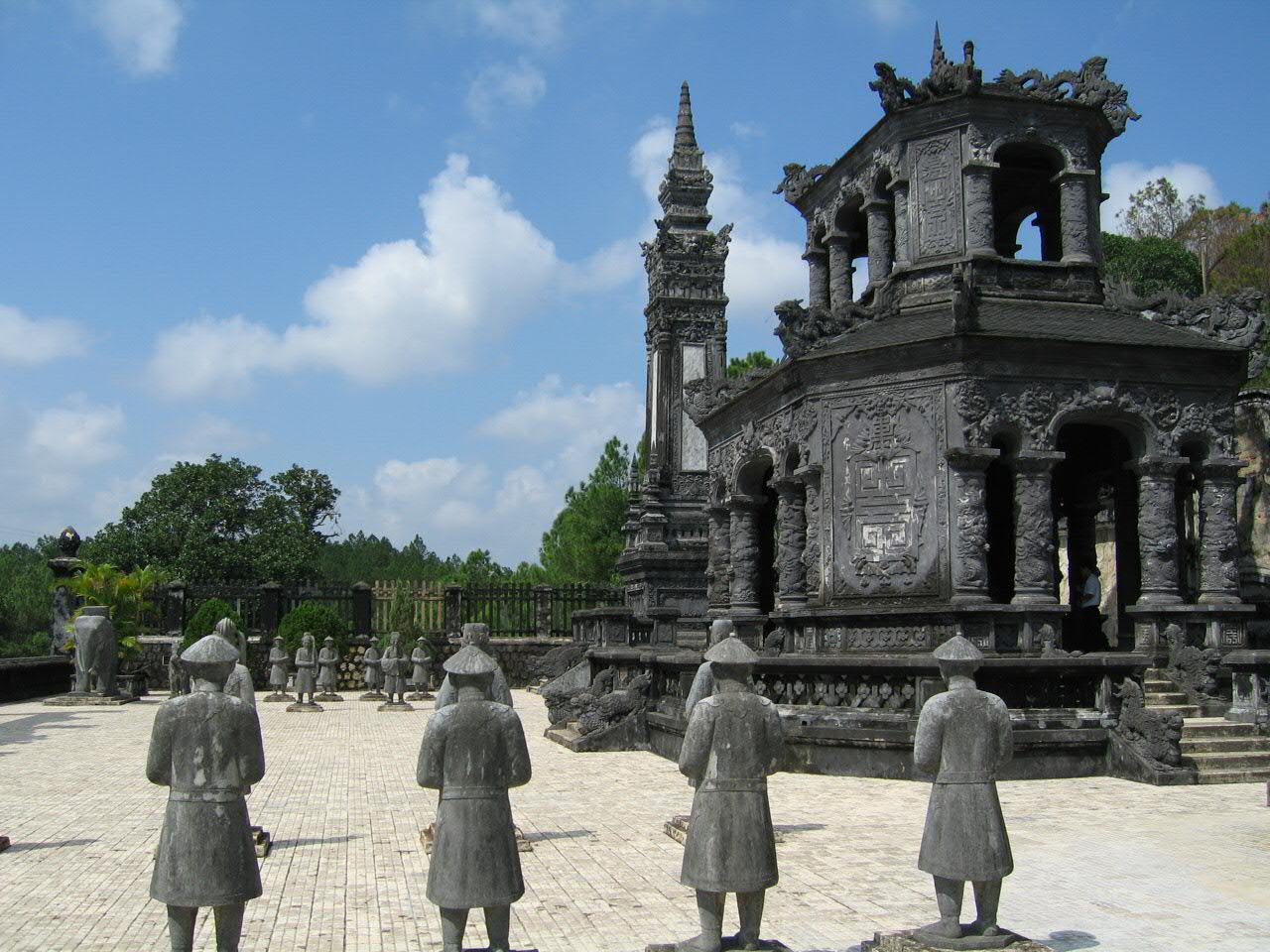
啓定帝廟

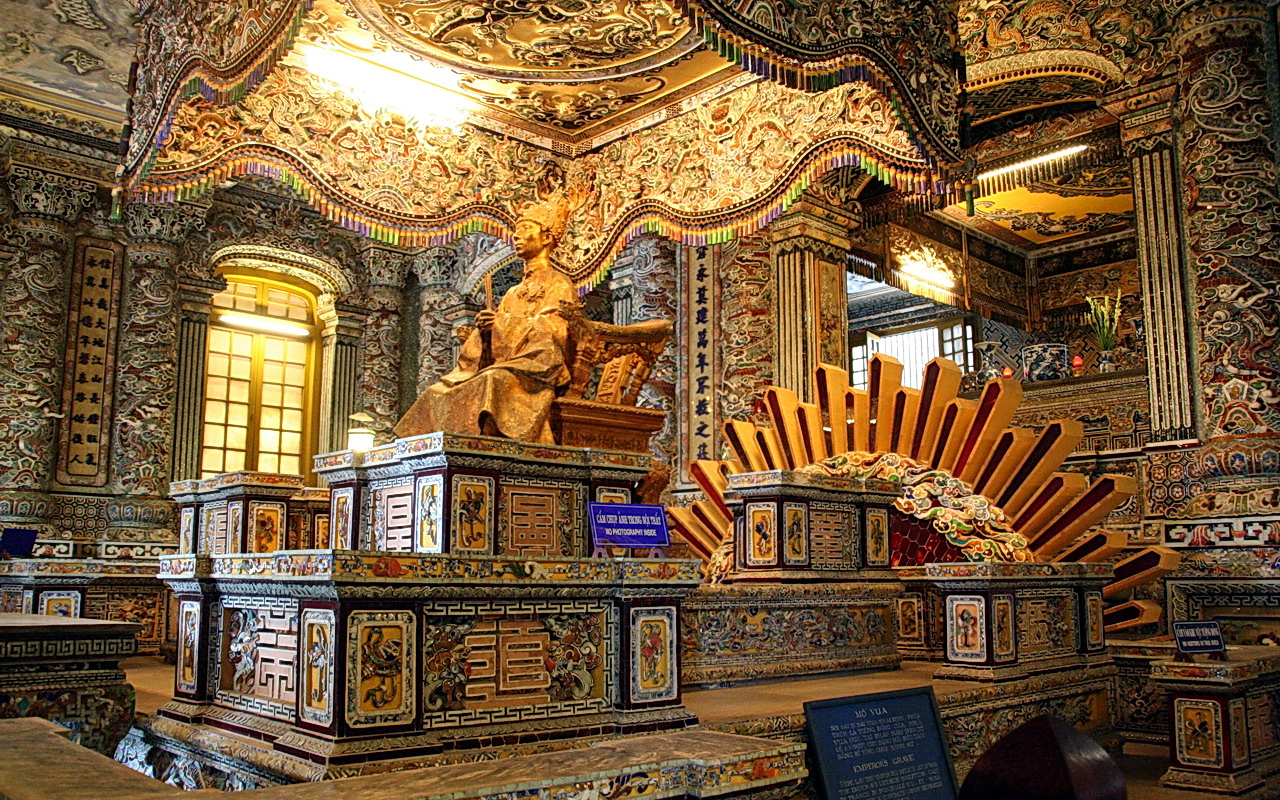
啓定帝廟の内部

フエの内部と郊外には、多くの遺跡が存在する。旧市街の対岸に存在する虎園は直径約20mのレンガ造りの円形闘技場で、チャム族の遺跡の上に建てられている。虎園は1831年に第2代皇帝明命帝（ミンマン帝、在位：1819年 - 1840年）の命によって造営され、その中では象と虎の戦いが催されていた。虎園で戦う象は権力あるいは正義、虎は敵対者の象徴であり、虎の牙と前足の爪はあらかじめ抜かれて象に有利な戦いになるように仕組まれていた。虎園が建てられた理由について定説はなく、儒教思想による皇帝権力の誇示、キン族による先住民支配の強調などが理由として挙げられている。
町の郊外の南には南郊壇、フオン江の上流の丘陵には阮朝歴代皇帝の陵墓が建てられている。元来は皇帝の陵墓の敷地面積は明確にされていなかったが、阮朝最後の皇帝である保大帝によってそれぞれの陵墓の範囲が定められた。
明命帝の廟は公園とされ、市民の憩いの場として親しまれている。存命中から建設計画が立てられていた明命帝の廟は、自然の地形を活用した構造になっている。明命帝の廟には華美な装飾が施されており、中庭に並ぶ象、馬、官吏の石像は、死者の霊魂を守るために作られた。陵墓の敷地には明命帝の霊廟のほかに、皇帝と皇后の位牌が納められた崇恩殿などの建物やハス池などが設けられている。雨季には敷地内の池に水が流れ込むため、水門を使って池の水量を調節している。洪水や台風の際にしばしば冠水し、外周壁、敷地内のマツが被害を受けた。明命帝の霊廟は小高い丘の上に建てられているが、遺体は陵墓に埋葬されておらず、実際の埋葬場所は明らかになっていない。
嗣徳帝の霊廟は元は別荘として設計された中国様式の建築で、その死後に墓所として改築された。敷地の中央には大きな湖があり、小船の乗りつけ場もあることから、在位中に舟遊びや釣りなどに使われていたとされる。
啓定帝の廟の意匠にはバロック様式の影響が見られ、廟の内部の壁と天井は磁器やガラスで装飾されている。バロック様式だけでなく、仏寺、ヒンドゥー寺院、キリスト教会の特色が見られ、東洋と西洋の建築様式が混合した建物になっている。内部には金箔が貼られた啓定帝の銅像が置かれ、像の約9m下に遺体が安置されている。
紹治帝（ティエウチ帝、在位：1840年 - 1847年）の廟は小さく、紹治帝本人の希望によって塀は立てられていない。
嘉隆帝の陵墓は荒廃した状態に置かれている。他の皇帝の廟と異なり、自然の地形が生かされた構成になっている。嘉隆帝の廟は最も南に位置し、他の陵墓のおよそ5倍の面積を有する。陵墓の区画は3つに分けることができ、手前の区域には嘉隆帝の事績を記した石碑、中央の区域には位牌と形見の品が置かれ、最も奥の区域に遺体が埋葬されている。

### 寺院・教会

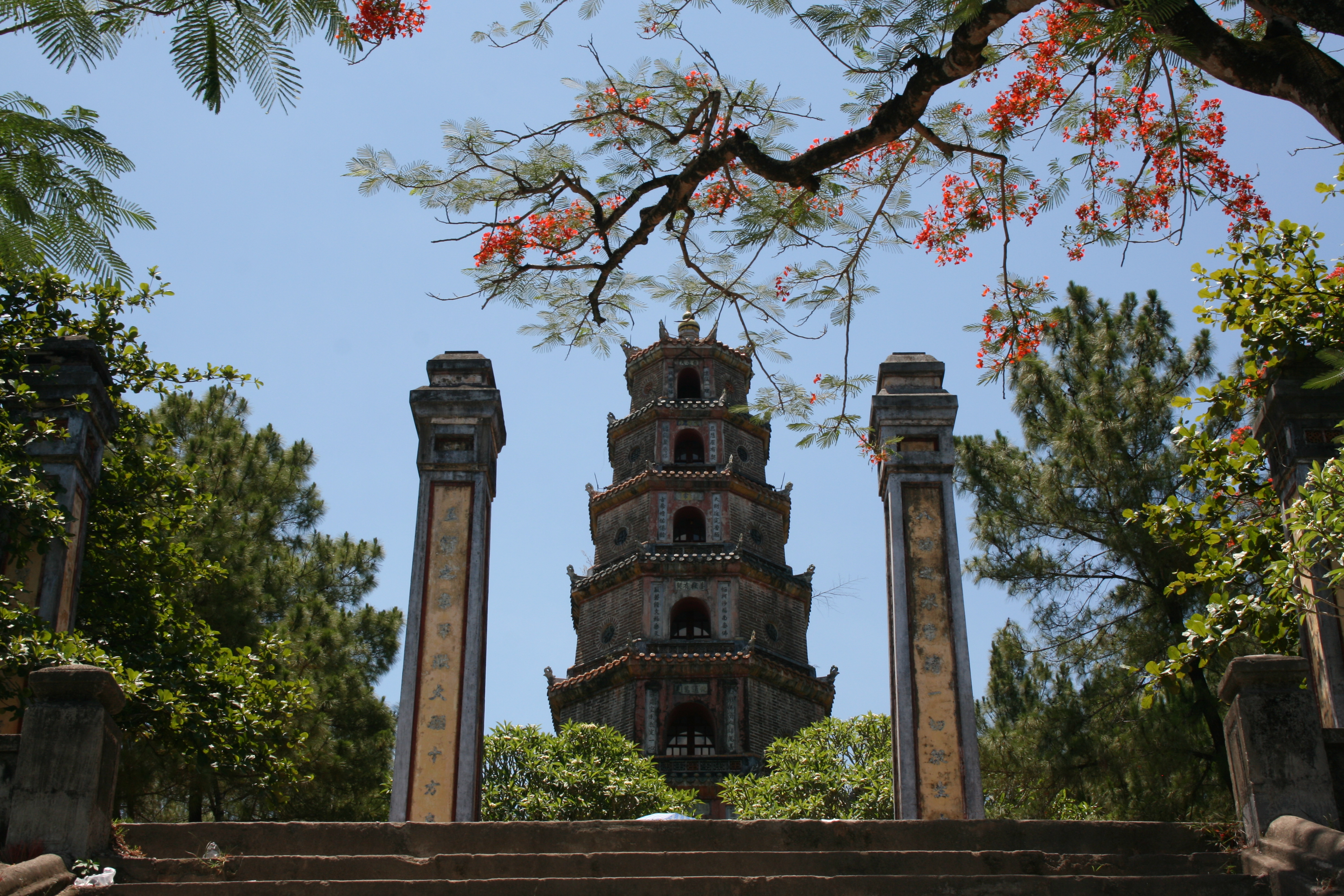
ティエンムー寺

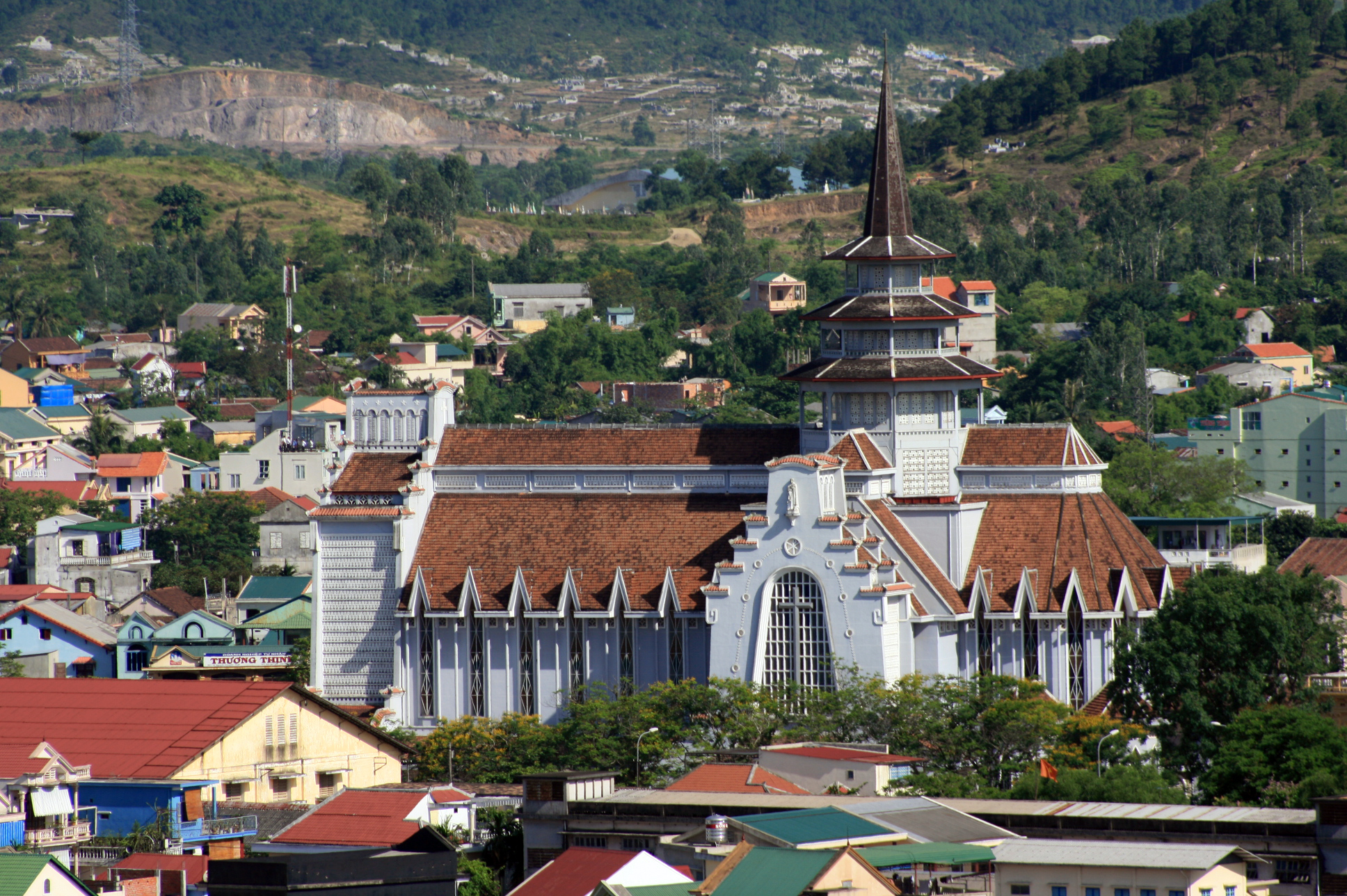
フエ大教会

多くの寺院が建つフエの町には「百の寺がある」とも言われる。フエの多くの寺院の中でも、チャム族によって作られたレンガの丘の上に建つ ティエンムー寺が特に有名である。ティエンムー寺に置かれている亀の石像の甲羅には、仏典の一節、皇帝の事績、寺院の建立年などを記した石碑が載せられている。ティエンムー寺の側に建てられているトゥニャン塔（慈仁塔）は高さ約21mの風水塔であり、各層に仏像が安置されている。本堂の裏側には、焼身自殺したティック・クアン・ドックが生前に使用していたオースチンA95が展示されている。
ほか、1674年建立のバオクオック寺、1959年にアメリカ合衆国の援助によって建立されたフエ大教会（聖マリア救済教会） などの寺院がある。フエ大教会はヨーロッパのカテドラル建築とベトナムの伝統的な建築様式の両方が取り入れられた建物として知られている。フオン川沿岸に建つホンチェン殿は、元々チャム族が女神ポー・ナガルを祀っていた場所だった。

### 家屋
フエの伝統的な家屋の建築様式は正方形の住居のロイ（Roi）、ロイを発展させたルオン（Ruong）、町屋のフォ（Pho）の3種類に分けられる。ロイはベトナム中部の住宅の原型となった建築様式だと推測されており、庶民の家屋だけでなく皇族の女性の住居にも採用された。宮殿と伝統的な家屋の架構は基本的には同一の構造であるため、宮殿は「大きな家屋」に例えられることもある。
庭園付邸宅のルオンはニャーヴオン（園宅）とも呼ばれ、かつては旧貴族・皇族・高級官僚の住居とされていた。小さいながらも豪華な作りがニャーヴオンの特徴で家屋に付随する庭園の面積は広く、庭園は母屋の南側に設置されている。庭園には衝立、池、築山、蓮池、鉢植え、井戸などが設けられている。庭園の随所に植えられた樹木と花は木陰を作り、視覚を楽しませるだけでなく、祖先への供え物ともなっている。庭園は琵琶（ティバ）や筝（チャイン）などの伝統的な楽器の演奏の場や武術の稽古の場になっているが、家主によってカフェやカラオケに改築された例もある。

### フエの建造物群の世界遺産登録までの経緯

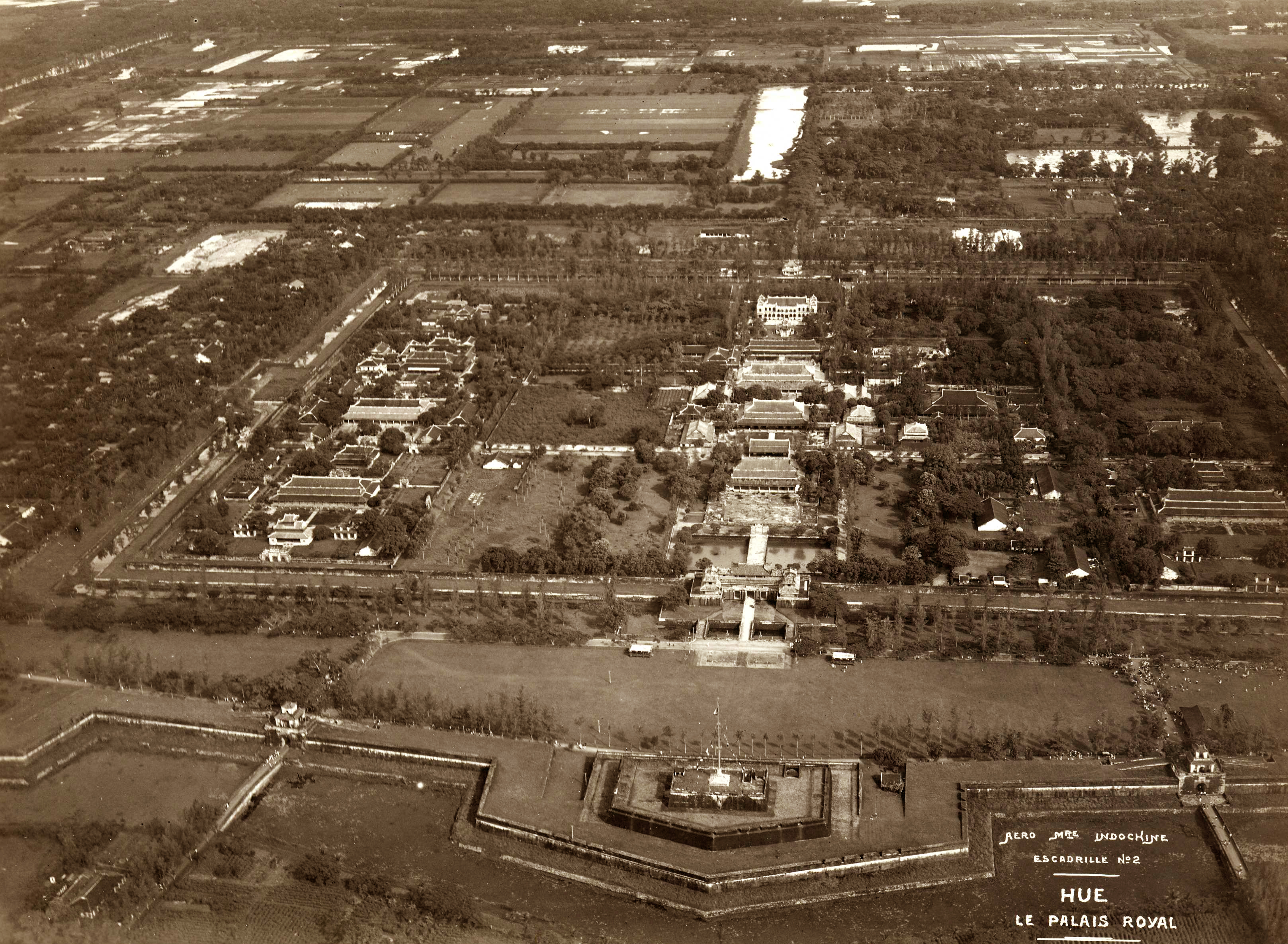
在りし日のフエ王宮（:vi:Hoàng thành Huế）。1932年

19世紀のフランス軍による攻撃でフエは被害を受けたが、街の建築物は20世紀半ばまでほぼ保たれていた。しかし、1946年からの第一次インドシナ戦争で皇宮の主要な建物は破壊され、1960年代のベトナム戦争によってフエの建造物は多大な被害を受ける。ベトナム戦争で皇宮の約80%が焼失し、午門、太和殿、顕臨閣といった少数の建物だけが残った。皇宮には弾痕が残り、戦後の復興期には遺跡に使われていた石材を持ち出して家を建て直す住民もいた。
1978年秋に開かれたユネスコ総会で「フエ遺跡救済のための国際運動」プロジェクトが承認されたが、同年12月のベトナム軍のカンボジア侵攻によって、国際世論からの協力は得られなかった。1984年からベトナム政府は文化遺産保護運動を推進し、1988年にフエの建造物群は「歴史的重要性を持つ記念物」に指定された。同1988年12月に日本の東洋史学者・山本達郎は自国の外務省にフエ皇宮の午門の保全状況が危機的な状況にあることを伝え、遺跡の保護を訴えた。当時東南アジア各国の視察を行っていた上智大学アジア文化研究所の文化遺産調査団は外務省の要請を受けて予定を変更し、1989年にベトナムを視察し、遺跡の状況を報告した。調査団の訪問後、ハノイの文化省は政府、ユネスコ、フエ現地の関係者を集めて「フエ遺跡救済のための国際運動」作業部会を開催した。作業部会において、フエ側の出席者からはベトナムの厳しい気候と天災、ベトナム戦争によって遺跡の損傷が進んでいることが報告された。同時に損傷に歯止めをかけるための応急処置、政府と国際社会からの資金援助が提案される。ベトナム政府はフエ一帯が有用な観光資源になりうると考えていたが、予算の不足のために十分な対策は行われなかった。1992年に文化遺産保存日本信託基金を通した多国間援助により、初めて国外からの遺跡の保護・修復への援助が実現した。1993年に、「都市計画と防御機能を備えた首都の好例、19世紀初頭のベトナム封建王朝の権力の象徴」を事由として、「フエの建造物群（フランス語: Complex of Hué Monuments、Ensemble de monuments de Huê）」がユネスコの世界遺産に登録された。世界遺産登録後にフエを訪れるベトナム人観光客の数は大きく増加し、1994年に1,000,000人を超えた。
比較的新しいフエの建造物群には歴史的に高い価値があるとは言い難いという見方、ベトナムの権力者が抱いていた精神文化を象徴する文化遺産として評価する見方がある。考古学的価値がより高いと思われるミーソン聖域よりも先にフエの建造物群が登録されたことと、北部よりも先に中部の文化遺産が登録された点には、ベトナム政府の政治的意向が関与している可能性が指摘されている。

### 登録基準
この世界遺産は世界遺産登録基準のうち、以下の条件を満たし、登録された（以下の基準は世界遺産センター公表の登録基準からの翻訳、引用である）。
- (4) 人類の歴史上重要な時代を例証する建築様式、建築物群、技術の集積または景観の優れた例。

## 文化

### 水上生活者

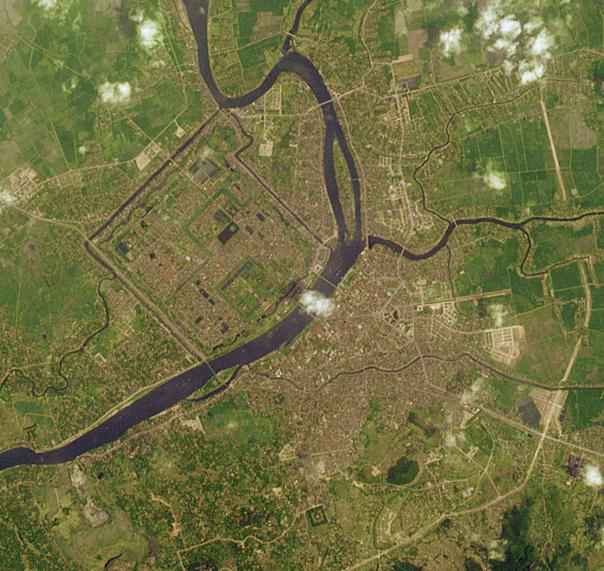
フエの衛星写真

フオン川には、屋根付の小舟で一生を送る水上生活者が多く住んでいる。1つの舟には5人から10人の家族が住み、母屋の役割を果たす舟のほかに漁や輸送に使う小舟を備えている。水上生活者は川の流れの要所要所に集まって小さな集落を形成し、その様子は「万の渡し船」と呼ばれている。伝統的に水上生活者は木造の舟を使用していたが、発動機や照明用のバッテリーの導入などの機械化も進展している。また、観光客用に皇帝が乗っていた竜船や鳳船を建造し、船上で伝統音楽の演奏を提供する者もいる。
フエ市当局は精神生活と文化生活の向上を理由として、水上生活者の陸上への転居を推進している。

### 音楽
かつての阮朝の宮廷では雅楽などの宮廷音楽が演奏されていたが、帝政の廃止によって一時的に伝統は断絶した。フエの建造物群が世界遺産に登録された後、1994年からユネスコによってフエの無形文化財の調査が進められた。
1994年にフエで開催された国際会議で、継承者が少なくなりながらもフエの宮廷音楽と祭祀の伝統が細々と存続していることが伝えられ、各国の研究者からそれらの文化の重要性が指摘された。日本の音楽学研究者らの助力によってフエ芸術大学に宮廷音楽の専攻コースが設置され、継承者の育成が再開された。2003年に、ニャーニャク（雅楽）、チャウヴァン（女神祭祀音楽）、トゥオン（伝統舞踏）が「フエの雅楽」としてユネスコの無形文化遺産に登録された。また、ニャーニャクを元にしてカ・フエ（フエの歌）、ダン・フエ（フエの演奏）といった、多くのレパートリーがある地方音楽が生まれた。

### 衣服
ベトナムの民族衣装として知られるアオザイとノンバイトーは、フエ発祥の衣装といわれている。ベトナム全土の衣服を統一するため、1828年にアオザイが標準的な衣服に制定された。

### 食文化

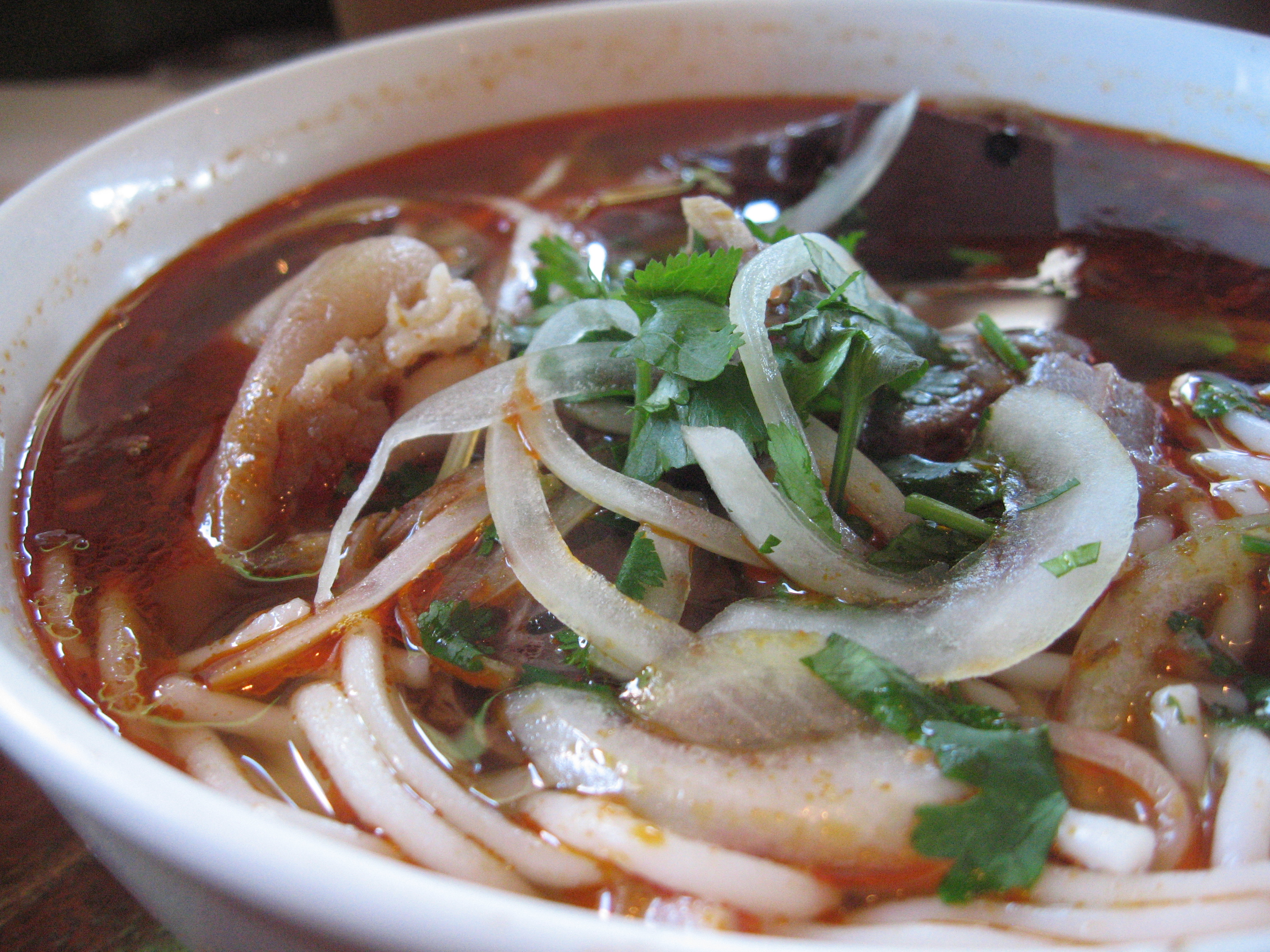
ブンボーフエ

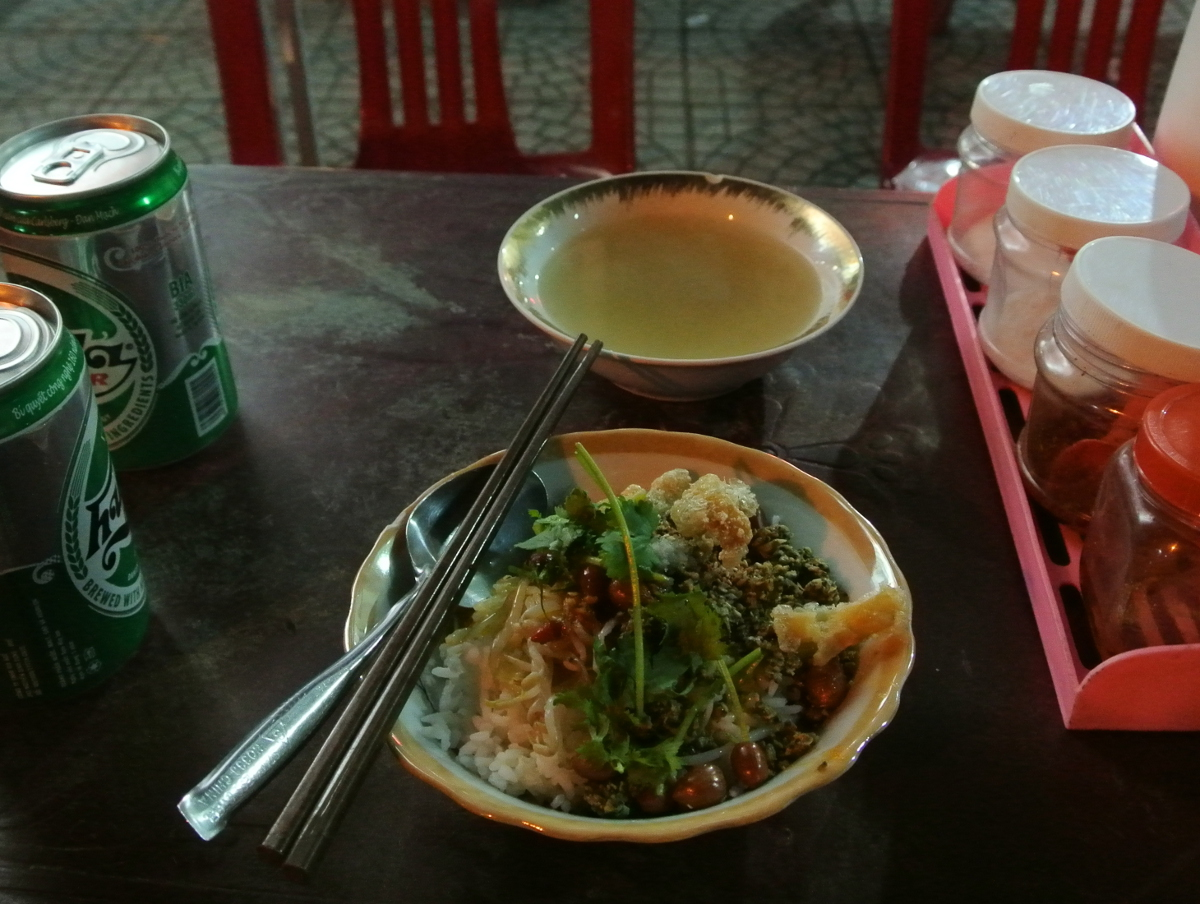
コムヘン

フエ料理は、唐辛子を使った辛い味付けに代表される。小皿で出される料理や一口大のものなど小さくまとまった料理が多い点に特徴があり、米粉を蒸した料理が多い。唐辛子が多用されるフエ料理の特徴について、フエの先住民族であるチャム族の香辛料を多用する食文化との関連性を推測する意見もある。阮朝時代の宮廷では華美な料理が供され、再現された宮廷料理のフルコースを供するレストランも存在する。宮廷料理のレシピが役人の家庭に伝わり、さらに役人の家庭から庶民に広まって、フエの大衆料理が発展していったと言われている。ただし、食費や食材が限られているため、一般の住民の料理は宮廷料理と違ってごく簡素なものになっている。宮廷料理と大衆料理のほかに僧侶が食べる精進料理があり、フエの料理はこの3種類に大別することができる。また、その立地上、フエの市場には南北ベトナム双方の料理で使われる食材が並ぶ。
フエ料理の品目にはブンボーフエ、コムヘン （しじみを使った汁かけご飯）などのものがある。バインベオ、バインナムといった水で溶いて蒸した米粉を使った料理には、唐辛子を多く入れたつけ汁が使われる。宮廷料理にはコムセン（ハスの実入りご飯）、一口大のチャーゾー（揚げ春巻き）をパイナップルに刺して盛り付けたものがある。フエ名物の菓子としては緑豆の餡を餅で包んだバインスーセー、バイニットデンが知られており、コース料理のデザートとして供されることが多い。

### 美術館・博物館
- フエ宮廷美術博物館（英語版） - 1845年に王城の東に建設された建物を1923年に改装した施設[10]。美術品や阮朝宮廷ゆかりの品が展示されている。
- 歴史革命博物館
- 軍事博物館 - 阮朝時代の国子監の建物を転用した施設。ベトナム戦争初期はアメリカ人の高校として使用され、戦後はベトナム戦争に関する展示を行う博物館として使用されている[93]。
- ホー・チ・ミン博物館
- ファン・ボイ・チャウ記念館

### スポーツ
トゥーゾー・スタジアムが建てられている。

## 教育

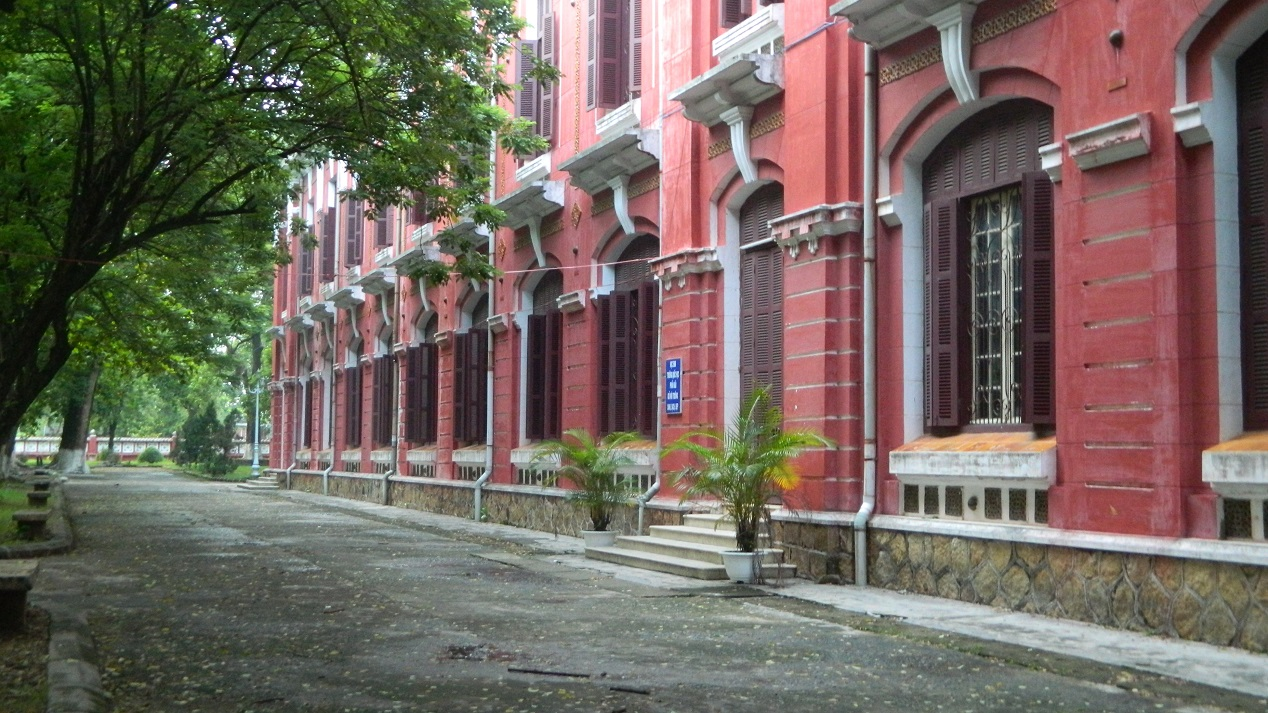
クォック・ホックの教室

フエ大学（フエ師範大学、フエ科学大学、フエ医科大学、フエ芸術大学、フエ農林大学、フエ高等師範学校、フエ遠隔地教育センター）、ベトナム仏教学院フエ校（フエ仏教大学）、ベトナム文化通信院フエ分院（フエ文化人類学研究所）などがある。クォック・ホックは名門校として知られており、ホー・チ・ミン、ヴォー・グエン・ザップなどの人物を輩出した。クォック・ホックの正門は寺の門に似た形をし、赤く塗られている。

## 温泉

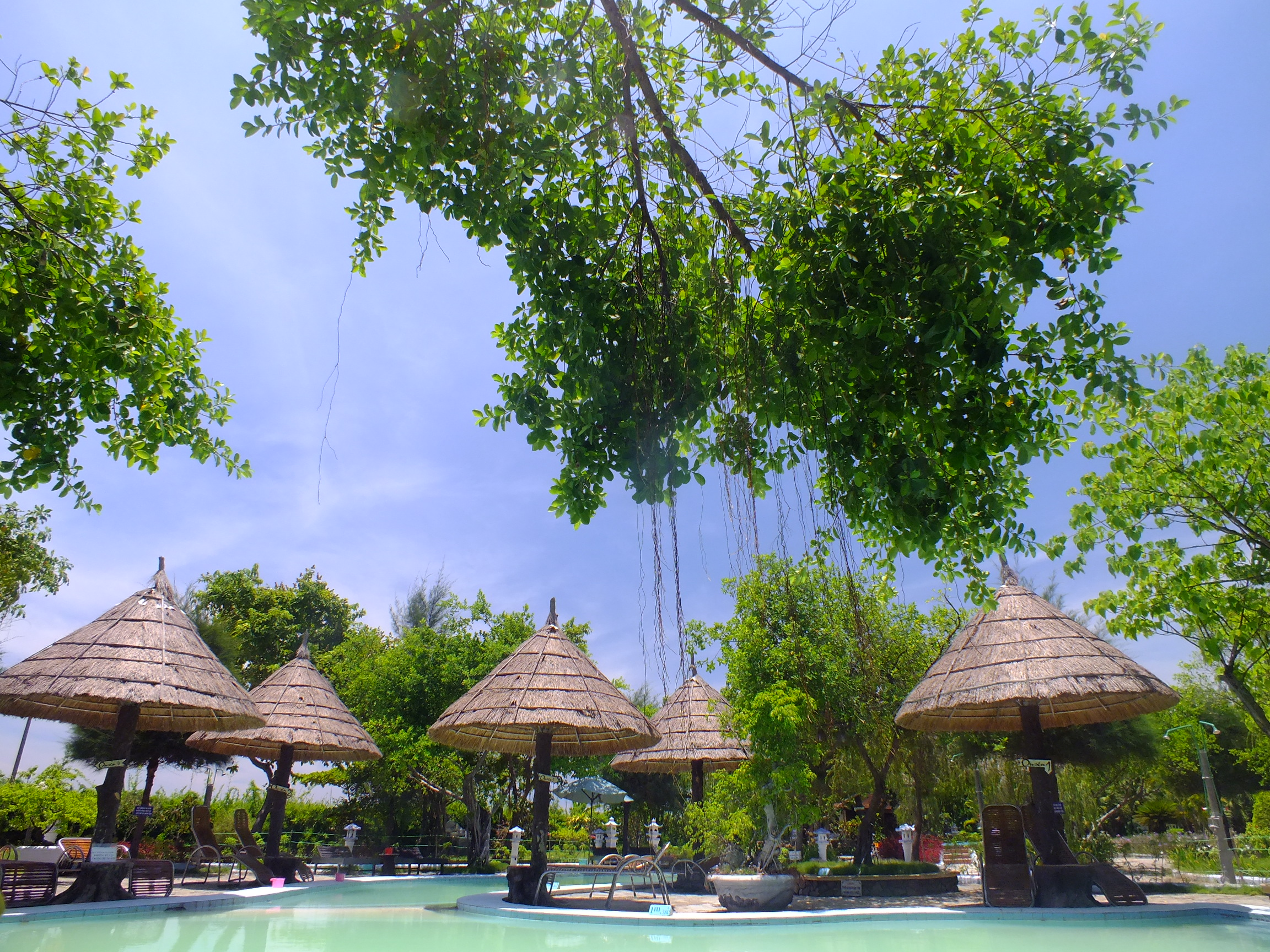
ミーアン温泉

- ミーアン温泉（My An Onsen Spa Resort、カワラミーアン温泉リゾート）
- アルバ・タインタン温泉（wikidata）(Alba Hot Spring Resort)

## 交通

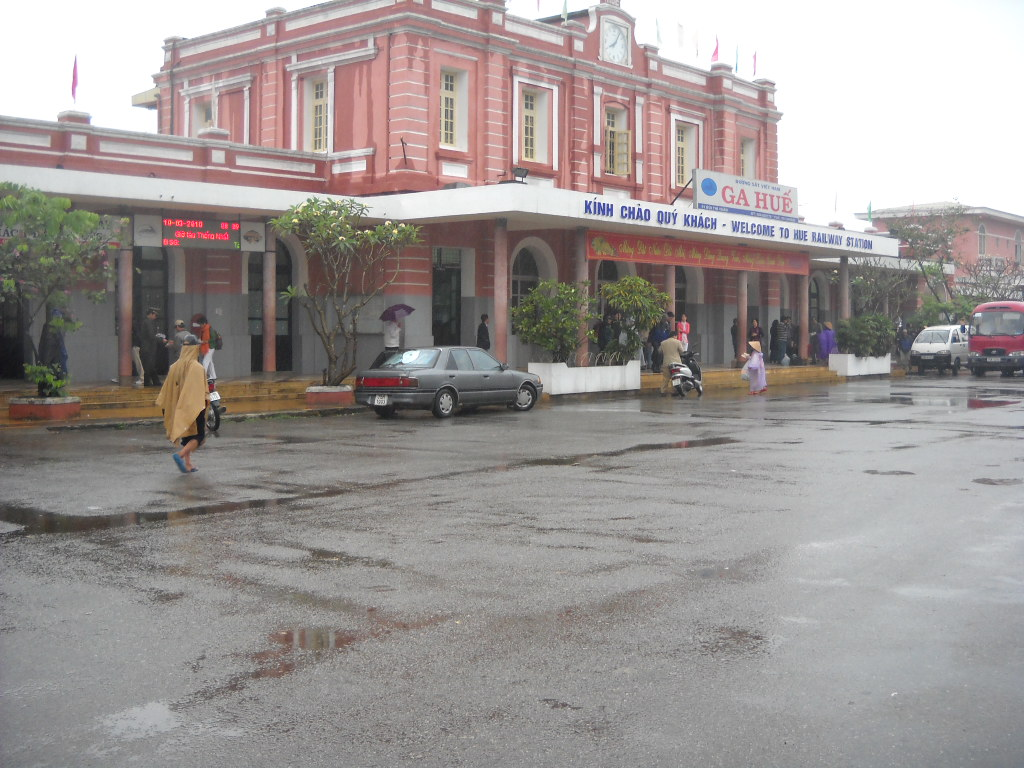
フエ駅

ハノイ、ホーチミンを結ぶ鉄道、自動車道がフエを通る。南郊のフバイ国際空港からは、ハノイ、ホーチミンへと直結する航空便が運行されている。旧市街の北に位置するフィアバック・バスターミナルと新市街の南に位置するアンクー・バスターミナルからは北ベトナム行きのバスが、ドンバ・バスターミナルからはフエ近郊の町行きのバスが運行されている。

## 姉妹都市、友好都市
- ニューヘイブン（アメリカ合衆国コネチカット州、姉妹都市）[95]
- ホノルル（アメリカ合衆国ハワイ州、姉妹都市）[95]
- ケベック（カナダ・ケベック州、姉妹都市）[96]
- 静岡市（日本・静岡県、友好都市）[97]
- 西条市（日本・愛媛県、友好都市）[98]
- ブロワ（フランス共和国サントル＝ヴァル・ド・ロワール地域圏、姉妹都市）
- バンダレ・アンザリー（イランギーラーン州、姉妹都市）
- アユタヤ県（タイ王国）

## フエを舞台にした作品

### 映画
- フルメタル・ジャケット（1987年）